# 阿凱德 (紐約州村)
阿凱德（英語：Arcade）是位於美國紐約州懷俄明縣的村。

## 人口
根據2020年美國人口普查的數據，阿凱德的面積為6.87平方千米，當中陸地面積為6.86平方千米，而水域面積為0.01平方千米。當地共有人口1908人，而人口密度為每平方千米278人。